# ヴィットリオ・リエティ
ヴィットリオ・リエティ（Vittorio Rieti, 1898年1月28日 – 1994年2月19日）は、イタリアの作曲家。
エジプトのアレクサンドリアにイタリア移民の第3世代として生れる。1917年にイタリアに渡り、ミラノで経済学を学ぶかたわら、ピアノをジュゼッペ・フルガッタに、作曲をオットリーノ・レスピーギやジャン・フランチェスコ・マリピエロ、アルフレード・カゼッラに師事した。1925年にパリに留学して知見を広める。
1939年に戦火を避けてニューヨーク・シティに渡り、1944年にアメリカ合衆国に帰化した。ニューヨーク州のハンター・カレッジやボルチモア、シカゴなどで教鞭を執った。
フランス六人組に感化されて新古典主義音楽を信奉し、調的で旋律的魅力に富む優雅な作曲様式を貫いた。